# Fan Siqi
Fan Siqi (chinesisch 范思琦, Pinyin Fàn Sīqí; * 28. Februar 1998) ist eine chinesische Tischtennisspielerin. Sie gewann eine Bronzemedaille bei der Universiade 2019.

## Turnierergebnisse
| Verband | Veranstaltung             | Jahr | Ort            | Land | Einzel        | Doppel     | Mixed | Team | U-21          |
| ------- | ------------------------- | ---- | -------------- | ---- | ------------- | ---------- | ----- | ---- | ------------- |
| CHN     | Challenge Series          | 2019 | Lissabon       | POR  | Viertelfinale | Gold       |       |      | Gold          |
| CHN     | Challenge Series          | 2019 | Władysławowo   | POL  | Viertelfinale | Halbfinale |       |      |               |
| CHN     | Challenge Series          | 2019 | Minsk          | BLR  | Silber        |            |       |      |               |
| CHN     | Challenge Series          | 2018 | Lagos          | NGR  | Halbfinale    | Silber     |       |      | Silber        |
| CHN     | World Tour                | 2019 | Panagjurischte | BUL  | letzte 16     |            |       |      |               |
| CHN     | World Tour                | 2019 | Olmütz         | CZE  | letzte 64     |            |       |      |               |
| CHN     | World Tour                | 2019 | Linz           | AUT  | letzte 64     |            |       |      |               |
| CHN     | World Tour                | 2018 | Bremen         | GER  | letzte 16     |            |       |      | Viertelfinale |
| CHN     | World Tour                | 2018 | Geelong        | AUS  | Qual.         |            |       |      |               |
| CHN     | World Tour                | 2016 | Pjöngjang      | PRK  | Halbfinale    | Halbfinale |       |      |               |
| CHN     | World Tour                | 2014 | Buenos Aires   | ARG  | Silber        |            |       |      | Silber        |
| CHN     | World Tour                | 2014 | Santos         | BRA  | letzte 16     |            |       |      | Viertelfinale |
| CHN     | Universiade               | 2019 | Napoli         | ITA  | Halbfinale    |            |       |      |               |
| CHN     | Jugend-Asienmeisterschaft | 2013 | Doha           | QAT  | letzte 16     |            |       | 1    |               |
| CHN     | Jugend-Asienmeisterschaft | 2011 | Neu-Delhi      | IND  | Viertelfinale |            |       | 1    |               |
| CHN     | World Junior Circuit      | 2011 | Taicang        | CHN  | Halbfinale    |            |       | 1    |               |